# Nea Sinasos
Nea Sinasos (gr. Νέα Σινασός) – miejscowość w Grecji, w administracji zdecentralizowanej Tesalia-Grecja Środkowa, w regionie Grecja Środkowa, w gminie Istiea-Edipsos. W 2011 roku liczyła 565 mieszkańców. Leży w górzystym rejonie, w północnej części wyspy Eubea. Miasto założono w latach 20. XX w., początkowo dla uchodźców z Sinasos w Azji Mniejszej.